# Charles Benfredj
Charles Benfredj, né le 10 mai 1943 à Oran, est un avocat français.

## Biographie
Diplômé de l'École supérieure de journalisme et de l'université de droit du Panthéon, avocat à la cour de Paris, il y est surtout connu comme civiliste.
Conseil de grandes figures de la Résistance (Henri Frenay, Jacques Soustelle, Claude Bourdet, Pierre Guillain de Bénouville, Pierre Mussetta, etc.), il intervient fréquemment dans des colloques historiques, plus particulièrement à l'étranger.
Il est l'auteur de plusieurs livres historiques et de romans.

### Ouvrages historiques
- L'Affaire Jean Moulin : la contre-enquête, préfacé par Jacques Soustelle de l'Académie française, éd. Albin Michel, 1990
- L'Affaire Georges Pâques - Side Step, éd. Jean Picollec, 1993
- Henri Frenay, la mémoire volée, éd. Dualpha, 2003
- Préface de l'ouvrage d'Alain Herbeth : Jacques Soustelle, l'Ami d'Israël

### Romans
- Le Méridien des ombres, éd. Lieu Commun, 1993
- Rue de Rome, Éditions de Paris, 2004